# Reproduktion
Als Reproduktion wird ein Vorgang bezeichnet, bei dem etwas vervielfältigt wird, sowie häufig auch die im Ergebnis dessen entstandene Kopie. Insbesondere im Zusammenhang mit sozialen Systemen wird unter Reproduktion neben der Neuerstellung auch die Aufrechterhaltung eines Zustandes verstanden.
Kann ein System mehr als eine Nachbildung (Kopie, Replikat) seiner selbst erzeugen, ist Wachstum bzw. Vermehrung möglich. Deren Geschwindigkeit wird auch als Reproduktionsrate gemessen. Setzt sich das Wachstum bzw. die Vermehrung ungehindert fort, kommt es zu exponentiellem Wachstum.

## Soziologie
Unter „Reproduktion“ bzw. Reproduktionsarbeit versteht man in der Soziologie im Zusammenhang mit sozialen Systemen (soziale Reproduktion) neben der Neuerstellung auch die Aufrechterhaltung eines Zustandes (Reproduktion des Status quo in im Prinzip dynamischen Systemen) dazu gehört die Reproduktion von sozialer Ungleichheit, von Macht- und Herrschaftsverhältnissen sowie Klassenstrukturen.

## Biologie
Bei Lebewesen spricht man von Vermehrung, von vegetativer Vermehrung oder von generativer Vermehrung, geschlechtlicher Fortpflanzung und Fortpflanzung. 
In der landwirtschaftlichen und gärtnerischen Produktion wird grundsätzlich der Begriff Vermehrung für alle Fälle der Reproduktion verwendet. Dabei wird unterschieden:
- vegetative Vermehrung durch Stecklinge, Ableger oder Zellkulturen
- generative Vermehrung durch Verpaarung (oder künstliche Besamung) von Tieren, oder Bestäubung von Pflanzen[1].

## Technik und Kunst
- In der Technik bezeichnet Reproduktion alle Verfahren, die zur vielfachen Herstellung von Produkten geeignet sind, die in einer Urform oder als Model vorliegen, insbesondere Urformen (Gießen, Extrudieren), Konturfräsen und -drehen, sowie diverse moderne Verfahren des Rapid Prototyping.
- Im grafischen Gewerbe umfasst das die ganze Reprotechnik, die Herstellung der Druckformen zur Wiedergabe und Vervielfältigung, die Reprografie, wie auch Bildreproduktion, auch im Sinne des künstlerischen Drucks.
- In der Kunst steht der Begriff Reproduktion für die Wiederholung eines Kunstwerkes in originaler Technik, wenn die künstlerische Technik das vorsieht (Druckgrafik, Kunstguss) oder übertragener Technik (Kunstdruck, musikalische Aufnahmen, handgemalte und detailgetreue Kopie eines Ölgemäldes usw.). Bei Reproduktionen, bei denen jedes Stück als Werk gilt, spricht man von Auflage einer Reproduktion. Im Rahmen der modernen Auftragsmalerei werden Reproduktionen alter Meisterwerke angefertigt. Ein neuer Trend ist auch die Reproduktion von Fotografien als Ölgemälde, z. B. in fotorealistischer Ausführung. Als Reproduktion in diesem Sinne ist auch die originalgetreue Reproduktion zu verstehen.
- Für die Reproduktion von farblichen Objekten kann die Farbnachstellung eine notwendige Methode sein.
- Ein Sonderfall sind die Neuauflagen von Designklassikern wie etwa Möbeln oder Leuchten, die mitunter sogar von den ursprünglichen Herstellern angeboten werden, zum Teil werden hierbei allerdings andere Materialien verwendet (z. B. wenn die ursprünglichen nicht mehr erhältlich sind) oder Details verändert, um heutigen Sicherheitsvorschriften zu entsprechen.